# Bahsūma
Bahsūma är en ort i Indien.   Den ligger i distriktet Meerut och delstaten Uttar Pradesh, i den norra delen av landet, 100 km nordost om huvudstaden New Delhi. Bahsūma ligger 236 meter över havet och antalet invånare är 11 157.
Terrängen runt Bahsūma är mycket platt. Runt Bahsūma är det tätbefolkat, med 493 invånare per kvadratkilometer. Närmaste större samhälle är Mawāna, 11,9 km söder om Bahsūma. Trakten runt Bahsūma består till största delen av jordbruksmark.